# Mohammed Waheed Hassan
Pour les articles homonymes, voir Waheed.
Mohammed Waheed Hassan (divehi : ޑރ. މުހައްމަދު ވަހީދު ޙަސަން މަނިކު), né le 3 janvier 1953 à Malé, est un homme d'État maldivien, président de la République de 2012 à 2013.

## Biographie
Aîné de dix enfants dans une famille relativement pauvre, Waheed effectue ses études à l'université américaine de Beyrouth au début de la guerre du Liban. Titulaire d'une licence d'anglais et d'un diplôme d'enseignement, il retourne aux Maldives en 1976, où il enseigne l'anglais.
En 1978, il est la première personne à faire son apparition en direct à la télévision le jour du lancement de celle-ci aux Maldives. La même année, toutefois, il part reprendre ses études à l'université Stanford, aux États-Unis, où il obtient un master en planification de l'enseignement. De retour aux Maldives, il travaille au ministère de l'Éducation, dans la préparation des cursus et des manuels scolaires. Il retourne à Stanford où il décroche un master en sciences politiques en 1985, puis un doctorat en développement international de l'éducation en 1987, devenant ainsi le premier Maldivien titulaire d'un doctorat.
De retour à nouveau aux Maldives, il est nommé directeur des services d'éducation au ministère de l'Éducation, et dirige ensuite le ministère par intérim pendant quelques mois.
Candidat aux élections législatives de 1989, il est élu député de la capitale, Malé. Il introduit une proposition de loi pour garantir les droits civiques et politiques, qui reçoit le soutien du Parlement, mais le président du Parlement Abdullah Hameed, frère du président Maumoon Abdul Gayoom), ne permet pas son adoption.
En 1991, il quitte le pays et travaille à l'Organisation des Nations unies, participant au développement de programmes éducatifs pour divers pays d'Afrique méridionale et du Pacifique Sud ainsi que pour le Bangladesh, dans le cadre du Programme des Nations unies pour le développement et de l'UNESCO. En 1992, il est nommé à la tête du département de l'UNICEF consacré à l'éducation en Tanzanie, où il participa avec le gouvernement à l'établissement d'écoles dans les zones reculées, et à l'élaboration d'un programme d'éducation primaire. Il travaille ensuite aux bureaux de l'UNICEF à New York, avant d'être nommé vice-responsable pour l'UNICEF de l'Asie du Sud, basé au Népal. Dans les années 2000, il est à la tête des bureaux de l'UNICEF en Afghanistan, aidant le ministère de l'Éducation à pourvoir une éducation et des soins de santé aux enfants afghans. Il est ensuite directeur associé du Groupe des Nations unies pour le développement à New York, avant de retourner aux Maldives en 2005.
Lors de l'élection présidentielle de 2008, Mohamed Nasheed est élu président de la République et Mohammed Waheed Hassan vice-président. Le 7 février 2012, Waheed succède au président Nasheed à la suite d’une mutinerie de l’armée et, le 15, nomme Mohammed Waheed Deen au poste de vice-président.

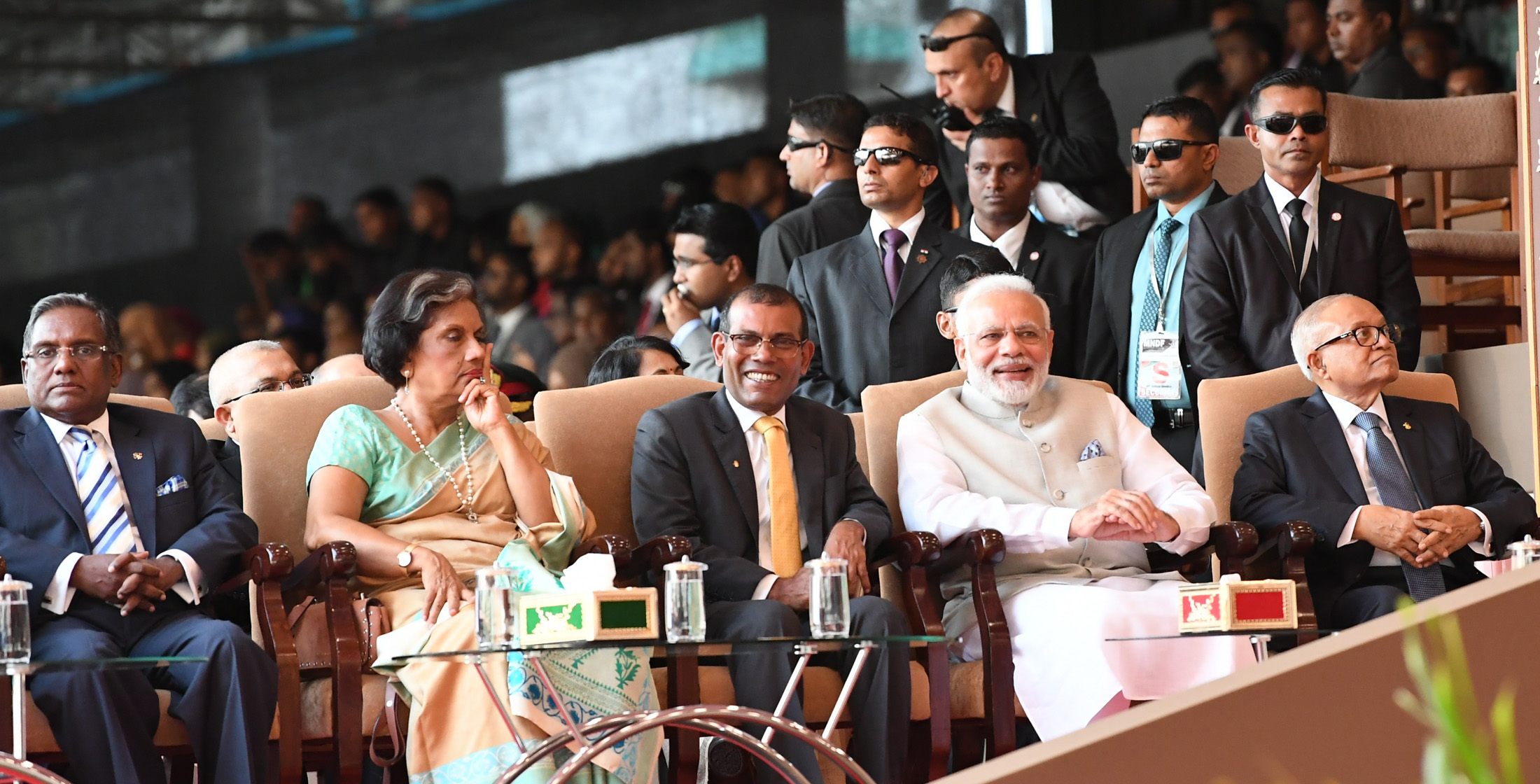
Mohammed Waheed Hassan (à gauche) en 2018, lors de l'investiture d'Ibrahim Mohamed Solih.

Candidat indépendant à sa succession lors de l'élection présidentielle de 2013, il ne recueille que 5,13 % des voix et est donc éliminé dès le premier tour le 7 septembre. Cependant, le 7 octobre suivant, le scrutin est annulé par la Cour suprême et Waheed annonce peu après qu'il ne se représente pas au nouveau vote prévu le 19 octobre.
En 2013, il lance la procédure de dissolution de son parti, effective en 2014, et rejoint le Parti progressiste des Maldives.